# Distichophyllum
Distichophyllum är ett släkte av bladmossor. Distichophyllum ingår i familjen Hookeriaceae.

## Dottertaxa tillDistichophyllum, i alfabetisk ordning[1]
- Distichophyllum aciphyllum
- Distichophyllum albomarginatum
- Distichophyllum angustifolium
- Distichophyllum angustissimum
- Distichophyllum apiculigerum
- Distichophyllum assimile
- Distichophyllum borneense
- Distichophyllum brevicuspis
- Distichophyllum capillatum
- Distichophyllum carinatum
- Distichophyllum catinifolium
- Distichophyllum cavaleriei
- Distichophyllum ceylanicum
- Distichophyllum cirratum
- Distichophyllum collenchymatosum
- Distichophyllum crispulum
- Distichophyllum cucullatum
- Distichophyllum cuspidatum
- Distichophyllum decolyi
- Distichophyllum denticulatum
- Distichophyllum dicksonii
- Distichophyllum dixonii
- Distichophyllum ellipticum
- Distichophyllum eremitae
- Distichophyllum evanidolimbatum
- Distichophyllum fasciculatum
- Distichophyllum fernandezianum
- Distichophyllum flaccidum
- Distichophyllum flavescens
- Distichophyllum fossombronioides
- Distichophyllum francii
- Distichophyllum freycinetii
- Distichophyllum fuegianum
- Distichophyllum gracile
- Distichophyllum gracilicaule
- Distichophyllum graeffeanum
- Distichophyllum grandifolium
- Distichophyllum griffithii
- Distichophyllum heterophyllum
- Distichophyllum humifusum
- Distichophyllum imbricatum
- Distichophyllum integerrimum
- Distichophyllum jungermannioides
- Distichophyllum kinabaluense
- Distichophyllum koghiense
- Distichophyllum krausei
- Distichophyllum leiopogon
- Distichophyllum leskeodontoides
- Distichophyllum limpidum
- Distichophyllum lingulatum
- Distichophyllum lixii
- Distichophyllum longicuspis
- Distichophyllum longipes
- Distichophyllum longobasis
- Distichophyllum lorianum
- Distichophyllum macropodum
- Distichophyllum madurense
- Distichophyllum maibarae
- Distichophyllum malayense
- Distichophyllum meizhiae
- Distichophyllum microcarpum
- Distichophyllum microcladum
- Distichophyllum minutum
- Distichophyllum mittenii
- Distichophyllum mniifolium
- Distichophyllum montagneanum
- Distichophyllum nadeaudii
- Distichophyllum nanospathulatum
- Distichophyllum nidulans
- Distichophyllum nigricaule
- Distichophyllum noguchianum
- Distichophyllum oblongum
- Distichophyllum obovatum
- Distichophyllum obtusifolium
- Distichophyllum osterwaldii
- Distichophyllum paradoxum
- Distichophyllum patagonicum
- Distichophyllum procumbens
- Distichophyllum pseudomalayense
- Distichophyllum pulchellum
- Distichophyllum pullei
- Distichophyllum rakotomariae
- Distichophyllum rigidicaule
- Distichophyllum rotundifolium
- Distichophyllum samoanum
- Distichophyllum santosii
- Distichophyllum scabrisetum
- Distichophyllum schmidtii
- Distichophyllum semimarginatum
- Distichophyllum sinense
- Distichophyllum spathulatum
- Distichophyllum stipitatifolium
- Distichophyllum subcuspidatum
- Distichophyllum subelimbatum
- Distichophyllum submersum
- Distichophyllum submucronatum
- Distichophyllum subnigricaule
- Distichophyllum succulentum
- Distichophyllum telmaphila
- Distichophyllum theriotianum
- Distichophyllum torquatifolium
- Distichophyllum tortile
- Distichophyllum turgidum
- Distichophyllum ulukahiense
- Distichophyllum undulatum
- Distichophyllum wanianum
- Distichophyllum vitianum